# Amaia Romero
Amaia Romero Arbizu (Pamplona, 1999. január 3. –) spanyol énekesnő.
Alfreddal együtt képviseli Spanyolországt a 2018-as Eurovíziós Dalfesztiválon, Lisszabonban a  Tu canción cimű dallal.

## Élete
2010-ben Romero részt vett a Telecinco csatorna Cántame una canción elnevezésű gyerekeknek szóló tehetségkutató műsorában. 2012-ben az Antena 3-n futó El Número Uno műsorba jelentkezett, ahol a hatodik héten fejezte be a versenyt.
2017-ben az Operación Triunfo kilencedik évadjának castingján vett részt. 2017. október 23-án bejelentették, hogy bejutott az élő show-műsorba. 2018. január 29-én az Operación Triunfo keretében megrendezett Gala Eurovisión elnevezésű műsorban énekelt duettet Alfreddel, és a közönségszavazatok alapján ők lettek kiválasztva a 2018-as Eurovíziós Dalfesztiválon való szereplésre. Lisszabonban Spanyolországot a Tu canción (magyarul: A te dalod) című dalukkal képviselik 2018. május 12-én.